# ハーフアイスト
ハーフアイスト (Half Iced) はアメリカで生産、調教された競走馬、種牡馬である。
1982年に、レース史上屈指の招待馬が揃った第2回ジャパンカップで優勝した。第3回ジャパンカップにも出走している。

## 経歴
未勝利勝ちに4戦、初重賞勝ちに12戦を要するなど、ジャパンカップ出走までの成績は16戦5勝、G2とG3を各1勝。アメリカの招待馬3頭のうち2頭が出走を辞退したため、追加招待を受けて訪日した。
前2走を圧勝したフランスの名牝エイプリルランとアメリカの歴代賞金王ジョンヘンリーの欧米対決が注目を集めたが、レースではエイプリルランをかわしたオールアロングをゴール寸前でクビだけ差して優勝した。初の3歳馬による優勝であり、歴代唯一の3歳馬同士による連対でもあった。
翌年（1983年）、4歳時は13戦してG3の1勝のみと不振で、凱旋門賞優勝など欧米の秋競馬を席巻し、名牝への道を歩んだオールアロングとは対照的な成績になった。それでも引退レースとなった第3回ジャパンカップでは、0.1秒差の4着と健闘した。
引退後はニュージーランドで種牡馬となり、3200メートルのG1勝ち馬を2頭輩出するなど、産駒は中長距離で活躍した。ただし、ニュージーランドでは牡馬は一部の良血馬以外は去勢されるため、本馬の活躍した産駒もすべてせん馬か牝馬であり、後継種牡馬は残せなかった。母系としてはエイブルフレンドの血統表に名前が見られる（母の母の父がハーフアイスト）。

### 競走成績
- 3歳（1982年） - ジャパンカップ（日本）、セクレタリアトステークス（アメリカG2）、ニッカボッカーハンデキャップ（アメリカG3）
- 4歳（1983年） - セネカハンデキャップ（アメリカG3）、W.L.マクナイトハンデキャップ（アメリカG2）2着

## 血統表
| ハーフアイストの血統ブランドフォード系 / アウトブリード | ハーフアイストの血統ブランドフォード系 / アウトブリード | ハーフアイストの血統ブランドフォード系 / アウトブリード | （血統表の出典） | （血統表の出典） |
| 父 Hatchet Man 1971 芦毛                                | 父の父The Axe 1958 芦毛                                 | Mahmoud                                                 | Blenheim II      | Blenheim II      |
| 父 Hatchet Man 1971 芦毛                                | 父の父The Axe 1958 芦毛                                 | Mahmoud                                                 | Mah Mahal        |                  |
| 父 Hatchet Man 1971 芦毛                                | 父の父The Axe 1958 芦毛                                 | Blackball                                               | Shut Out         | Shut Out         |
| 父 Hatchet Man 1971 芦毛                                | 父の父The Axe 1958 芦毛                                 | Blackball                                               | Big Event        |                  |
| 父 Hatchet Man 1971 芦毛                                | 父の母Bebopper 1962 鹿毛                                | Tom Fool                                                | Menow            | Menow            |
| 父 Hatchet Man 1971 芦毛                                | 父の母Bebopper 1962 鹿毛                                | Tom Fool                                                | Gapa             |                  |
| 父 Hatchet Man 1971 芦毛                                | 父の母Bebopper 1962 鹿毛                                | Bebop                                                   | Prince Bio       | Prince Bio       |
| 父 Hatchet Man 1971 芦毛                                | 父の母Bebopper 1962 鹿毛                                | Bebop                                                   | Cappellina       |                  |
| 母 Winter Memory 1972 黒鹿毛                            | 母の父Olden Times 1958 青毛                             | Relic                                                   | War Reric        | War Reric        |
| 母 Winter Memory 1972 黒鹿毛                            | 母の父Olden Times 1958 青毛                             | Relic                                                   | Bridal Colors    |                  |
| 母 Winter Memory 1972 黒鹿毛                            | 母の父Olden Times 1958 青毛                             | Djenne                                                  | Djebel           | Djebel           |
| 母 Winter Memory 1972 黒鹿毛                            | 母の父Olden Times 1958 青毛                             | Djenne                                                  | Teza             |                  |
| 母 Winter Memory 1972 黒鹿毛                            | 母の母Clear And Cold 1965 青鹿毛                        | Nearctic                                                | Nearco           | Nearco           |
| 母 Winter Memory 1972 黒鹿毛                            | 母の母Clear And Cold 1965 青鹿毛                        | Nearctic                                                | Lady Angela      |                  |
| 母 Winter Memory 1972 黒鹿毛                            | 母の母Clear And Cold 1965 青鹿毛                        | Vase                                                    | Native Dancer    | Native Dancer    |
| 母 Winter Memory 1972 黒鹿毛                            | 母の母Clear And Cold 1965 青鹿毛                        | Vase                                                    | Vashti F-No.13-c |                  |

直近の近親の活躍馬は、4代母の半妹にサンタモニカハンデキャップなどを勝ったFace the Fact、その産駒にフロリダダービーなどを勝ち、アメリカと日本で種牡馬として供用されたジャッジャーがいる。また同じ一族には、スキップアウェイの祖父のBailjumper、優駿牝馬勝ち馬のシャダイターキン、天皇賞（秋）勝ち馬のレッツゴーターキンなどがいる。
そのほか、本馬の全妹マヤッカ、半妹オールドダイアモンドが繁殖牝馬として日本へ輸出されているが、いずれも活躍馬を出せず、その血を繋ぐ子孫は残っていない。